# Temporada 1998-99 de los Houston Rockets
La temporada 1998-99 fue la vigesimoctava de los Houston Rockets en su localización de Texas, y la trigesimosegunda en la NBA, tras haber jugado las cuatro primeras en San Diego (California). La temporada regular acabó con 31 victorias y 19 derrotas, ocupando el quinto puesto de la conferencia Oeste, clasificándose para los playoffs, en los que cayeron en primera ronda ante Los Angeles Lakers. Debido a un cierre patronal, la temporada regular comenzó el 5 de febrero de 1999 y se redujo de 82 partidos a 50.

## Elecciones en elDraft
| Ronda | Puesto | Jugador           | Posición  | Nacionalidad   | Universidad/Club |
| ----- | ------ | ----------------- | --------- | -------------- | ---------------- |
| 1     | 14     | Michael Dickerson | Escolta   | Estados Unidos | Arizona          |
| 1     | 16     | Bryce Drew        | Base      | Estados Unidos | Valparaiso       |
| 1     | 18     | Mirsad Türkcan    | Ala-Pívot | Turquía        | Efes Pilsen      |
| 2     | 41     | Cuttino Mobley    | Escolta   | Estados Unidos | Rhode Island     |

## Temporada regular
| División Medio Oeste     | División Medio Oeste | División Medio Oeste | División Medio Oeste | División Medio Oeste | División Medio Oeste | División Medio Oeste | División Medio Oeste | División Medio Oeste |
| Equipo                   | G                    | P                    | %                    | PD                   | Casa                 | Fuera                | Div                  |                      |
| ------------------------ | -------------------- | -------------------- | -------------------- | -------------------- | -------------------- | -------------------- | -------------------- | -------------------- |
| y-San Antonio Spurs      | 37                   | 13                   | .740                 | –                    | 21–4                 | 16–9                 | 17–4                 |                      |
| x-Utah Jazz              | 37                   | 13                   | .740                 | –                    | 22–3                 | 15–10                | 15–3                 |                      |
| x-Houston Rockets        | 31                   | 19                   | .620                 | 6                    | 19–6                 | 12–13                | 12–9                 |                      |
| x-Minnesota Timberwolves | 25                   | 25                   | .500                 | 12                   | 18–7                 | 7–18                 | 11–9                 |                      |
| Dallas Mavericks         | 19                   | 31                   | .380                 | 18                   | 15–10                | 4–21                 | 8–12                 |                      |
| Denver Nuggets           | 14                   | 36                   | .280                 | 23                   | 12–13                | 2–23                 | 5–16                 |                      |
| Vancouver Grizzlies      | 8                    | 42                   | .160                 | 29                   | 7–18                 | 1–24                 | 3–18                 |                      |

## Playoffs

### Primera ronda
Los Angeles Lakers vs. Houston Rockets 
| Fecha      | Partido                                     | Ciudad    |
| ---------- | ------------------------------------------- | --------- |
| 9 de mayo  | Los Angeles Lakers 101, Houston Rockets 100 | Inglewood |
| 11 de nayo | Los Angeles Lakers 110, Houston Rockets 98  | Inglewood |
| 13 de mayo | Houston Rockets 102, Los Angeles Lakers 88  | Houston   |
| 15 de mayo | Houston Rockets 88, Los Angeles Lakers 98   | Houston   |
|            | Utah Jazz gana las series 3-2               |           |

## Estadísticas

### Temporada regular
| Jugador            | PJ | PT | MPP  | %TC  | %3P  | %TL   | RPP  | APP | ROB | TPP | PPP  |
| ------------------ | -- | -- | ---- | ---- | ---- | ----- | ---- | --- | --- | --- | ---- |
| Hakeem Olajuwon    | 50 | 50 | 35.7 | .514 | .308 | .717  | 9.6  | 1.8 | 1.6 | 2.5 | 18.9 |
| Charles Barkley    | 42 | 40 | 36.3 | .478 | .160 | .719  | 12.3 | 4.6 | 1.0 | .3  | 16.1 |
| Scottie Pippen     | 50 | 50 | 40.2 | .432 | .340 | .721  | 6.5  | 5.9 | 2.0 | .7  | 14.5 |
| Michael Dickerson  | 50 | 50 | 31.2 | .465 | .433 | .639  | 1.7  | 1.9 | .5  | .2  | 10.9 |
| Cuttino Mobley     | 49 | 37 | 29.7 | .425 | .358 | .818  | 2.3  | 2.5 | .9  | .5  | 9.9  |
| Othella Harrington | 41 | 10 | 22.0 | .513 |      | .721  | 6.0  | .4  | .1  | .6  | 9.8  |
| Sam Mack†          | 25 | 0  | 20.2 | .471 | .405 | .821  | 1.7  | 1.3 | .6  | .1  | 9.2  |
| Brent Price        | 40 | 6  | 20.2 | .483 | .411 | .754  | 2.0  | 2.8 | .8  | .0  | 7.3  |
| Eddie Johnson      | 3  | 0  | 6.0  | .462 | .000 |       | .7   | .3  | .0  | .0  | 4.0  |
| Bryce Drew         | 34 | 0  | 13.0 | .364 | .327 | 1.000 | .9   | 1.5 | .4  | .1  | 3.5  |
| Rodrick Rhodes†    | 3  | 0  | 11.0 | .250 |      | .833  | 1.3  | .3  | .3  | .0  | 3.0  |
| Matt Bullard       | 41 | 0  | 10.1 | .377 | .387 | .700  | 1.0  | .4  | .3  | .1  | 2.9  |
| Antoine Carr       | 18 | 0  | 8.4  | .404 | .000 | .714  | 1.7  | .5  | .1  | .6  | 2.6  |
| Anthony Miller     | 29 | 0  | 8.6  | .467 | .000 | .636  | 2.3  | .2  | .2  | .2  | 2.4  |
| Stanley Roberts    | 6  | 0  | 5.5  | .385 |      | .500  | 1.8  | .0  | .0  | .2  | 2.3  |
| Matt Maloney       | 15 | 7  | 12.4 | .179 | .067 | .909  | .7   | 1.4 | .3  | .0  | 1.4  |

### Playoffs
| Jugador            | PJ | PT | MPP  | %TC   | %3P   | %TL   | RPP  | APP | ROB | TPP | PPP  |
| ------------------ | -- | -- | ---- | ----- | ----- | ----- | ---- | --- | --- | --- | ---- |
| Charles Barkley    | 4  | 4  | 39.3 | .529  | .286  | .667  | 13.8 | 3.8 | 1.5 | .5  | 23.5 |
| Scottie Pippen     | 4  | 4  | 43.0 | .329  | .273  | .808  | 11.8 | 5.5 | 1.8 | .8  | 18.3 |
| Hakeem Olajuwon    | 4  | 4  | 30.8 | .426  |       | .875  | 7.3  | .5  | 1.3 | .8  | 13.3 |
| Sam Mack           | 4  | 0  | 30.8 | .342  | .385  | .824  | 2.3  | 1.8 | 1.0 | .0  | 12.5 |
| Brent Price        | 4  | 0  | 24.5 | .458  | .357  | 1.000 | 2.0  | 3.5 | 1.0 | .3  | 8.3  |
| Cuttino Mobley     | 4  | 4  | 23.5 | .467  | .571  | .909  | 1.0  | 2.8 | .5  | .0  | 7.0  |
| Othella Harrington | 4  | 0  | 10.5 | .643  |       | .667  | 3.5  | .3  | .0  | .3  | 5.5  |
| Michael Dickerson  | 4  | 4  | 20.5 | .273  | .375  | .500  | 1.0  | .8  | .5  | .8  | 4.3  |
| Matt Bullard       | 2  | 0  | 4.0  | 1.000 | 1.000 | 1.000 | .0   | .5  | .0  | .0  | 3.5  |
| Antoine Carr       | 4  | 0  | 9.3  | .364  |       |       | 1.8  | 1.0 | .0  | .3  | 2.0  |
| Bryce Drew         | 1  | 0  | 4.0  | 1.000 |       | .000  | 3.0  | 2.0 | .0  | .0  | 2.0  |
| Stanley Roberts    | 3  | 0  | 6.7  | .000  |       | .500  | 1.0  | .0  | .0  | 1.3 | .3   |

## Galardones y récords
| Jugador           | Galardón                                |
| Hakeem Olajuwon   | 3.er Mejor quinteto de la NBA           |
| Michael Dickerson | 2.º Mejor quinteto de rookies de la NBA |
| Cuttino Mobley    | 2.º Mejor quinteto de rookies de la NBA |